# Natação no Campeonato Mundial de Esportes Aquáticos de 2015 - 4x200 m livre masculino
A prova do revezamento 4x200 metros livre masculino da natação no Campeonato Mundial de Esportes Aquáticos de 2015 ocorreu no dia 7 de agosto em Cazã na Rússia. 

## Recordes
Antes desta competição, os recordes mundiais e do campeonato nesta prova eram os seguintes:
| Tipo                  | Atleta         | Tempo   | Local | Data                |
| --------------------- | -------------- | ------- | ----- | ------------------- |
|                       | Estados Unidos | 6:58.55 | Roma  | 31 de julho de 2009 |
| Recorde do campeonato | Estados Unidos | 6:58.55 | Roma  | 31 de julho de 2009 |

## Medalhistas
| Ouro | Prata                                                                                    | Bronze |
| Reino Unido · Daniel Wallace · Robert Renwick · Calum Jarvis · James Guy · Nicholas Grainger · Duncan Scott | Estados Unidos · Ryan Lochte · Conor Dwyer · Reed Malone · Michael Weiss · Michael Klueh | Austrália · Cameron McEvoy · David McKeon · Daniel Smith · Thomas Fraser-Holmes · Grant Hackett · Kurt Herzog |

## Resultados

### Eliminatórias
Esses foram os resultados das eliminatórias.
| Pos. | Bateria | Raia | Nadadores      | Nacionalidade                                                                                                | Tempo     | Notas            |
| ---- | ------- | ---- | -------------- | --- | --------- | ---------------- |
| 1    | 2       | 3    | Austrália      | Grant Hackett (1:47.83) Kurt Herzog (1:47.96) Daniel Smith (1:46.02) Thomas Fraser-Holmes (1:46.59)          | 7:08.40   | Q                |
| 2    | 2       | 7    | Estados Unidos | Reed Malone (1:48.21) Michael Weiss (1:46.14) Michael Klueh (1:47.67) Conor Dwyer (1:46.53)                  | 7:08.55   | Q                |
| 3    | 2       | 1    | Reino Unido    | Robert Renwick (1:47.43) Nicholas Grainger (1:47.19) Daniel Wallace (1:46.03) Duncan Scott (1:48.35)         | 7:09.00   | Q                |
| 4    | 1       | 4    | Alemanha       | Jacob Heidtmann (1:47.86) Florian Vogel (1:48.31) Clemens Rapp (1:47.14) Paul Biedermann (1:46.03)           | 7:09.34   | Q                |
| 5    | 1       | 5    | Polónia        | Jan Świtkowski (1:47.17) Kacper Klich (1:48.86) Michael Domagala (1:47.81) Kacper Majchrzak (1:46.36)        | 7:10.20   | Q,               |
| 6    | 3       | 9    | Países Baixos  | Dion Dreesens (1:47.73) Kyle Stolk (1:48.52) Joost Reijns (1:48.20) Sebastiaan Verschuren (1:46.38)          | 7:10.83   | Q,               |
| 7    | 3       | 0    | Rússia         | Nikita Lobintsev (1:48.29) Aleksandr Krasnykh (1:46.99) Mikhail Dovgalyuk (1:47.59) Artem Lobuzov (1:47.97)  | 7:10.84   | Q                |
| 8    | 2       | 9    | Bélgica        | Louis Croenen (1:48.74) Glenn Surgeloose (1:47.48) Dieter Dekoninck (1:47.45) Pieter Timmers (1:47.25)       | 7:10.92   | Q                |
| 9    | 2       | 2    | Espanha        | Miguel Duran (1:49.45) Victor Martin (1:46.92) Albert Puig (1:48.04) Marc Sánchez (1:46.98)                  | 7:11.39   | Recorde nacional |
| 10   | 3       | 8    | Japão          | Yuki Kobori (1:47.51) Tsubasa Amai (1:48.56) Naito Ehara (1:47.64) Daiya Seto (1:47.88)                      | 7:11.59   |                  |
| 11   | 3       | 7    | França         | Jordan Pothain (1:48.34) Grégory Mallet (1:48.41) Lorys Bourelly (1:47.45) Clément Mignon (1:48.48)          | 7:12.68   |                  |
| 12   | 3       | 4    | Dinamarca      | Daniel Skaaning (1:48.71) Magnus Westermann (1:49.72) Søren Dahl (1:48.55) Anders Lie (1:46.74)              | 7:13.72   | Recorde nacional |
| 13   | 3       | 5    | Itália         | Gianluca Maglia (1:48.64) Marco Belotti (1:49.44) Damiano Lestingi (1:47.91) Filippo Magnini (1:47.78)       | 7:13.77   |                  |
| 14   | 2       | 5    | China          | Xu Qiheng (1:49.71) He Tianqi (1:49.93) Shang Keyuan (1:48.37) Zhang Jie (1:48.66)                           | 7:16.67   |                  |
| 15   | 2       | 0    | Brasil         | Luiz Altamir Melo (1:48.80) João de Lucca (1:50.25) Thiago Pereira (1:49.45) Nicolas Oliveira (1:48.35)      | 7:16.85   |                  |
| 16   | 2       | 8    | Suíça          | Alexandre Haldemann (1:48.90) Nils Liess (1:49.99) Jérémy Desplanches (1:49.50) Jean-Baptiste Febo (1:49.60) | 7:17.99   | Recorde nacional |
| 17   | 3       | 1    | Áustria        | Felix Auböck (1:48.30) David Brandl (1:48.66) Sebastian Steffan (1:50.51) Christian Scherübl (1:51.50)       | 7:18.97   |                  |
| 18   | 2       | 6    | Sérvia         | Stefan Šorak (1:50.67) Velimir Stjepanović (1:46.08) Uroš Nikolić (1:51.87) Vuk Čelić (1:51.67)              | 7:20.29   |                  |
| 19   | 1       | 6    | Ucrânia        | Illia Teslenko (1:49.34) Mykhailo Romanchuk (1:51.14) Serhiy Frolov (1:50.18) Anton Goncharov (1:51.08)      | 7:21.74   |                  |
| 20   | 3       | 2    | Egito          | Marwan El-Kamash (1:49.36) Mohamed Khaled (1:50.64) Akram Ahmed (1:50.04) Ahmed Hamdy (1:51.82)              | 7:21.86   |                  |
| 21   | 1       | 3    | Turquia        | Nezir Karap (1:50.00) Doğa Çelik (1:49.75) Kaan Türker Ayar (1:51.58) Kemal Arda Gürdal (1:50.82)            | 7:22.15   |                  |
| 22   | 2       | 4    | Venezuela      | Cristian Quintero (1:48.04) Marcos Lavado (1:49.94) Daniele Tirabassi (1:52.23) Andy Arteta (1:54.92)        | 7:25.13   |                  |
| 23   | 3       | 3    | Índia          | | 9:99.99 ! | DNS              |
| 23   | 3       | 6    | Singapura      | | 9:99.99 ! | DNS              |

### Final
Esse foi o resultado da final.
| Pos.              | Raia | Nacionalidade  | Nadadores | Tempo   | Notas            |
| ----------------- | ---- | -------------- | --- | ------- | ---------------- |
| Medalha de ouro   | 3    | Reino Unido    | Daniel Wallace (1:47.04) Robert Renwick (1:45.98) Calum Jarvis (1:46.57) James Guy (1:44.74)                   | 7:04.33 | Recorde nacional |
| Medalha de prata  | 5    | Estados Unidos | Ryan Lochte (1:45.71) Conor Dwyer (1:45.33) Reed Malone (1:46.92) Michael Weiss (1:46.79)                      | 7:04.75 |                  |
| Medalha de bronze | 4    | Austrália      | Cameron McEvoy (1:46.46) David McKeon (1:47.05) Daniel Smith (1:46.38) Thomas Fraser-Holmes (1:45.45)          | 7:05.34 |                  |
| 4                 | 1    | Rússia         | Danila Izotov (1:46.25) Aleksandr Krasnykh (1:45.64) Mikhail Dovgalyuk (1:47.45) Alexandr Sukhorukov (1:47.55) | 7:06.89 |                  |
| 5                 | 6    | Alemanha       | Jacob Heidtmann (1:47.94) Clemens Rapp (1:46.88) Christoph Fildebrandt (1:49.39) Paul Biedermann (1:44.80)     | 7:09.01 |                  |
| 6                 | 8    | Bélgica        | Louis Croenen (1:48.43) Glenn Surgeloose (1:47.41) Dieter Dekoninck (1:47.29) Pieter Timmers (1:46.51)         | 7:09.64 | Recorde nacional |
| 7                 | 7    | Países Baixos  | Dion Dreesens (1:47.20) Kyle Stolk (1:48.87) Joost Reijns (1:47.55) Sebastiaan Verschuren (1:46.13)            | 7:09.75 | Recorde nacional |
| 8                 | 2    | Polónia        | Jan Świtkowski (1:47.03) Kacper Klich (1:49.33) Michael Domagala (1:46.90) Kacper Majchrzak (1:47.08)          | 7:10.34 |                  |

Legenda
| Recorde mundial       | Recorde mundial (World record)               |                       | Recorde africano                      | Recorde africano (African) |                                           | Q | Classificado por posição (Qualified) |
| Recorde do campeonato | Recorde do campeonato (Championship record)  | Recorde da América    | Recorde da América (Americas)         | q                          | Classificado por melhor tempo (Qualified) |   |                                      |
| Melhor marca do ano   | Melhor marca do ano (World leading)          | Recorde asiático      | Recorde asiático (Asian)              | DNS                        | Não largou (Did not start)                |   |                                      |
| Recorde nacional      | Recorde nacional (National record)           | Recorde europeu       | Recorde europeu (European)            | DNF                        | Não terminou (Did not finish)             |   |                                      |
| Recorde pessoal       | Recorde pessoal do atleta (Personal best)    | Recorde da Oceania    | Recorde da Oceania (Oceania)          | DSQ / DQ                   | Desclassificado (Disqualified)            |   |                                      |
| Recorde da temporada  | Recorde da temporada do atleta (Season best) | Recorde sul-americano | Recorde sul-americano (South America) | NM                         | Sem marca (No mark)                       |   |                                      |